# 浦野光
浦野 光（うらの ひかる、1931年9月22日 - 2018年5月2日）は、日本の声優、俳優、ナレーター。神奈川県出身。

## 来歴
神奈川県小田原市で育ち、父親の仕事の都合で東京府（現：東京都）、三重県四日市市と移り住む。
早稲田大学商学部を経て、設立されたばかりの中部日本放送放送劇団に応募した。一度は落選するが、1953年（昭和28年）春、二期生の募集に再度応募し合格した。養成期間を経て、ナレーションでデビュー後、3年でラジオ東京放送劇団に移籍した。吹き替えの仕事を開始した後、フリーとなり、タレントエージェント、シナリオ文芸協会、グループだいこん、セブンセンター、クリエイティブオフィスZなどに所属した。
テレビ草創期からラジオドラマ等に出演し、洋画の吹き替えではジェームズ・スチュアート、ロバート・ミッチャムを担当した。このキャスティングはNETテレビのプロデューサーだった植木明によるもので、特にスチュアートの作品はそのほとんどで声を担当している。『ウルトラマン』、『ウルトラセブン』に代表されるナレーション担当作品では淡々とした語り口が特徴である一方で、吹き替えを担当した『ポパイ』や『世界の料理ショー』などでは全く対照的なハイテンションで弾けた演技を聴くことが出来、幅広い役柄に持ち味を出している。
1960年代から90年代にかけて、花王提供のワイドショー番組（『モーニングショー（テレビ朝日）』、『アフタヌーンショー（同）』、『3時にあいましょう（TBS）』）で同社の契約タレントとして生コマーシャルを担当していた。
2018年5月2日に86歳で死去した。その訃報は9月に発売された特撮映画のムック本『別冊映画秘宝 特撮秘宝』Vol.8（洋泉社）で、河崎実（映画監督）が浦野を追悼する一文を寄せたことにより明らかにされた。

## 人物
- 浦野の演技論として「非常に不自然で、元の俳優に失礼に値する」とのことから声を変えるということはなく、ごく自然なままの演技を心掛けてきている[8]。また、声優の専門学校出身で吹替をしている近年の若手に対しては「（声を変えることから入っているが故に）ひとりずつの表現ができていない」「（演技が）表面的になってしまっている」といった苦言を呈している[8]。
- 現役の頃は過去の出演作で名前を覚えられることにかなり抵抗があると話しており、「私達のような仕事をしている人は、あまり昔の仕事を思い出したくないんですよ。昔のままのイメージで思われている事は僕にとって悲しい事ですね。それ以後、何もないという事ですから。」と語り、また持ち役のポパイの再演のオファーも断り続けてきたとしているも[13]、実際は一線を退く1990年代後半頃まで様々な媒体でポパイを再演し続けている。
- ポパイで共演した熊倉一雄によると新人時代にアテレコの直前に下痢を理由にブースを退出した共演者と自身の役を生放送で演じ分けるという荒業を披露するも兼任した役の方に力が入ってしまい自身の役の演技がおざなりになってしまったためディレクターから叱責されたことがあるという[14]。
- 晩年は活動を積極的に行っていなかったが、インタビューに応えたり、イベントや吹替の新録などで以前の持ち役の再演をすることはあった。また 2008年4月6日放送の『大胆MAP 顔を見てみたいアニメキャラクター30人全部見せちゃうよ! 春の撮れたて新作SP』（テレビ朝日）にポパイの声優として顔出し出演した。番組内でオリーブ役の京田尚子に直接電話をかけ、約50年ぶりの声の共演を実現させた。8月31日放送の『人気アニメキャラクターの声をやっている人の顔あいうえお順に全部見せちゃうよSP』でもこの時のダイジェストが放送された。
- 趣味は釣り、園芸（洋蘭）[4]。

## 出演作品
太字はメインキャラクター。

### 吹き替え

#### 担当俳優
ジェームズ・スチュアート
- 怒りの河（1968年、グリン・マクリントック） ※NET版
- 遠い国（1968年、ジェフ・ウェブスター） ※NET版
- 夜の道（1968年、グラント・マクレーン）※NET版
- 甦る熱球（1968年、モンティ・ストラットン） ※NET版
- 戦略空軍命令（1968年、ロバート・“ダッチ”・ホランド中佐） ※東京12ch版
- グレン・ミラー物語（1968年、グレン・ミラー） ※NET版
- 折れた矢（1969年、トム・ジェフォーズ）※NET版
- 裸の拍車（1969年、ハワード・ケンプ） ※東京12ch版
- 媚薬（1970年、シェパード・ヘンダーソン）※NET版
- 戦略爆破部隊（1971年、ボールドウィン少佐） ※NET版
- ウィンチェスター銃'73（1971年、リン・マカダム） ※NET版
- 陽気なハワード一家 (1972年、ジム・ハワード) ※NET版
- バンドレロ（1972年、メイス・ビショップ）※TBS版
- 怒りの河（1972年、グリン・マクリントック） ※フジテレビ版
- ボクいかれたヨ!（1972年、ロバート・リーフ教授） ※TBS版
- ファイヤークリークの決斗（1974年、ジョニー・コブ） ※NET版
- 連邦警察（1974年、ジョン・マイケル“チップ”・ハード） ※NET版
- 折れた矢（1978年、トム・ジェフォーズ）※テレビ朝日版
- ザッツ・エンターテインメント（1979年、本人）※フジテレビ版
- ファイヤークリークの決斗（1981年、ジョニー・コブ） ※テレビ朝日版
- ラスト・シューティスト（1982年、ホステトラー医師）※フジテレビ版
- エアポート'77/バミューダからの脱出（1987年、フィリップ・スティーブンス）※テレビ朝日版
- ラスト・シューティスト（1987年、ホステトラー医師）※テレビ朝日版

ロッド・テイラー
- アフリカ大空輸（1972年、ブライニー・マッケイ） ※TBS版
- ただいま熱愛中（1975年、マイク・ハーパー）※TBS版

ロバート・ミッチャム
- 見知らぬ人でなく（1967年、ルーカス・マーシュ）※NET版
- 追撃機（1967年、クリーブ・サビル少佐）※NET版
- 恐怖の岬（1968年、マックス・キャディ）※NET版
- 帰らざる河（1969年、マット・コールダー）※NET版
- 秘密殺人計画書（1969年、スラッタリー）※NET版
- 芝生は緑（1969年、チャールズ・デラクロ） ※NET版
- 眼下の敵（1971年、マレル艦長）※NET版
- ランページ（1971年、ハリー・スタントン）※TBS版
- 何という行き方!（1971年、ロッド・アンダーソン・ジュニア）※NET版
- 外国の陰謀（1971年、デイブ・ビショップ） ※TBS版
- 史上最大の作戦（1972年、ノーマン・コータ准将）※NET版
- 帰らざる河（1972年、マット・コールダー）※フジテレビ版
- 大西部への道（1973年、ディック・サマーズ）※NET版
- サンダウナーズ（1973年、パディ・カーモディ） ※東京12ch版
- 戦うパンチョ・ビラ（1974年、リー・アーノルド） ※日本テレビ版
- アンツィオ大作戦（1976年、ディック・エニス）※NET版
- 叛逆者の群れ（1977年、ウィルソン）※東京12ch版
- 国境のかなたに明日はない（1977年、ベン・ケイン副官）※TBS版
- 帰らざる河（1978年、マット・コールダー）※テレビ朝日版
- ザ・ヤクザ（1978年、ハリー・キルマ―）※フジテレビ版
- エル・ドラド（1980年、J・P・ハラー）
- 眼下の敵（1980年、マレル艦長）※テレビ朝日版
- さらば愛しき女よ（1980年、フィリップ・マーロウ）※TBS版
- 血ぬられし爪あと/影なき殺人ピューマ （不明、カート・ブリッジズ）

#### 映画
放送時期不明
- キュリー夫人（ピエール・キュリー〈ウォルター・ピジョン〉）
- 戦雲（トム・レイノルズ〈フランク・シナトラ〉）
- バスク決死隊（アンドレ・ドーファン〈カール・エスモンド〉）※東京12ch版
- 流血の荒野（パクストン・ブライス〈プレストン・フォスター〉）※東京12ch版

1967年
- 赤い風車（アンリ・ド・トゥールーズ＝ロートレック〈ホセ・フェラー〉）
- 死の谷（ウェス・マックィーン〈ジョエル・マクリー〉） ※NET版

1968年
- 赤い河（ナレーション） ※NET版
- 女猫（バーナード・ヴェルナー〈ベルナール・ブリエ〉） ※関西テレビ版
- 恋愛超特急（ラスティ・トーマス〈ジョン・ウェイン〉）※フジテレビ版
- 汚れなき悪戯（台所さん〈フアン・カルボ〉）※NHK版
- 情熱の友（スティーブン・ストラットン教授〈トレヴァー・ハワード〉） ※NHK版

1972年
- 007 カジノ・ロワイヤル（イブリン・トレンブル（007）〈ピーター・セラーズ〉）※日本テレビ版

1989年
- メジャーリーグ（ハリー・ドイル〈ボブ・ユッカー〉）※ソフト版

#### ドラマ
放送時期不明
- 原子力潜水艦シービュー号（ナレーション）
- 頭上の敵機
  - 第4話

1962年
- アイ・ラブ・ルーシー ※フジテレビ版
  - 第62話『仲介役ルーシー』（エディ・グラント〈ハル・マーチ〉）

1963年
- アクアナット海に挑む男（ドレイク・アンドリュース〈キース・ラーセン〉） ※NET版

1964年
- アウター・リミッツ  ※NET版
  - 第12話『二次元の世界へ』（イアン・フレザー〈ピーター・マーク・リッチマン〉）

1965年
- バークレー牧場（1965年−1970年、ジャロッド・バークレー〈リチャード・ロング〉）※NET版、東京12ch版

1966年
- ハニーにおまかせ
  - 第13話『The Gray Lady』（ジェリー・アイヴァー〈ケヴィン・マッカーシー〉）

- 奥さまは魔女（〈初代〉アーサーおじさん〈ポール・リンド〉）※TBS版
- 逃亡者 ※TBS版
  - 第100話『死地に帰る』（ファーガソン〈ベン・ライト〉）

1967年
- ジェリコ（ナレーション）※NET版
- スパイ大作戦 ※フジテレビ版
  - 第15話『ヒトラーの遺産を奪取せよ』（ルーベン教授〈ジョン・クロフォード〉、従僕）
  - 第20話『第四帝国を阻止せよ』（フリードリッヒ・ルッド〈グンナル・ヘルストロム〉）

1968年
- 特攻ギャリソン・ゴリラ　※NET板
  - 第8話『銃殺はまっぴらだ！』（チャーリー〈グレン・コーベット〉）
  - 第15話『ナチ司令部で勝負しろ』(クラレンス・ドーン〈ラリー・ストーチ〉）
  - 第20話『怪情報で撹乱しろ！』（エミリオ・フレチィーニ〈〈フィリップ・パイン〉）

- スパイ大作戦 ※フジテレビ版
  - 第35話『暗殺計画に便乗しろ』（ベイロン・ルーリッヒ大統領〈パーネル・ロバーツ〉）
  - 第43話『焼土作戦』（デイヴィッド・レディング〈アンソニー・ザーブ〉）
  - 第52話『鉄条網とリンチ』（ヴェラスケス〈エドマンド・ハシム〉）

- 電撃スパイ作戦 ※フジテレビ版
  - 第10話『幽霊マッハ5』（艦長〈デレク・マーコット〉）

1969年
- プリズナーNo.6　※NHK版
  - 第1話『地図にない村』（新No.2〈ジョージ・ベイカー〉）

- 電撃スパイ作戦 ※フジテレビ版
  - 第19話『疑われた超能力』（尋問者〈コリン・ブレイクリー〉）
  - 第25話『コバルト・ゾーン』（セイド〈ニック・ザラン〉）

1971年
- 0011ナポレオン・ソロ ※日本テレビ版
  - 第103話『アンクルマンに明日はない』（ユー〈デール・イシモト〉）

1972年
- プロテクター電光石火（1972年−1976年、オープニング・ナレーション）※日本テレビ版、東京12ch版

1974年
- 600万ドルの男（オープニング・ナレーション）※NET版

#### テレビ番組
1974年
- 世界の料理ショー（1974年−、初代グラハム・カー）※東京12ch版

#### アニメ
1959年
- ポパイ（1959年 − 1965年、ポパイ）

1964年
- 空飛ぶロッキー君（1964年 − 1965年、へら鹿ブルウィンクル）

1969年
- 怪獣王ターガン（ターガン〈マイク・ロード〉）※NET版

#### 人形劇
1964年
- 海底大戦争 スティングレイ ※TBS版
  - 第25話『X20の百面相作戦』（マーティ監督〈デビッド・グラハム〉）

1965年
- 海底大戦争 スティングレイ ※TBS版
  - 第21話 『地獄から来た男』（軍医〈デビッド・グラハム〉）

1968年
- キャプテン・スカーレット（オーカー大尉〈ジェレミー・ウィルキン〉）

### テレビアニメ
1963年
- 鉄腕アトム (アニメ第1作)
- 鉄人28号 (テレビアニメ第1作)
- シスコン王子（ブラックスター）

1971年
- アニメンタリー 決断（ナレーター）

### 特撮
1966年
- ウルトラマン（第20話以降のナレーター、第33話のウルトラマン、第38話のコンピューターの声、第39話のゾフィー・ゼットン・ゼットン星人の声）

1967年
- ウルトラセブン（ナレーター、第28話の映画ナレーターの声、第45話のペロリンガ星人の声）
- 豹マン（ナレーター）※パイロット版のみ制作
- 長篇怪獣映画ウルトラマン（ナレーター）

1971年
- ミラーマン（ナレーター）

1972年
- 怪獣大奮戦 ダイゴロウ対ゴリアス（予告編ナレーター）

1973年
- ジャンボーグA（ナレーター）

1979年
- ウルトラマン怪獣大決戦（ナレーター）
- 実相寺昭雄監督作品ウルトラマン（ナレーター）

1984年
- ウルトラマンZOFFY ウルトラの戦士VS大怪獣軍団（ゾフィーの声）

1993年
- ウルトラマンVS仮面ライダー（ナレーター）

1994年
- ウルトラセブン 地球星人の大地（ナレーター）

1996年
- ウルトラマンゼアス（ナレーター）※劇中はナレーションなし
- 甦れ!ウルトラマン（ナレーター）

### ラジオ
- 赤胴鈴之助
- 浦野光のサン・サン・サタデー（文化放送、1978年4月1日 - 1981年4月4日）
- TOYOTA MUSIC IN LOVE（1981年4月11日 - ）※途中から山本コウタローと交代

### テレビドラマ
- 我が家の夢
- キリ子さん（1955年、KR）
- 若い人（1956年、KR）
- 愛情物語（1957年、KR）
  - 第4話「星の降る夜」[21]
  - 第8話「新版舌切雀」[21]
- 東芝日曜劇場 第103回「マンモスタワー」（1958年、KR） - 映画会社社員 役
- 事件記者 第54話「動機」（1960年、NHK） - 小杉 役
- 松本清張シリーズ・黒の組曲 第27話「黒い樹海」（1962年、NHK） - 吉井 役
- 文芸劇場 第50回「雁」（1962年、NHK）
- 近鉄金曜劇場「灰燼」（1963年、TBS）
- 夫婦百景 第292回「素敵な半人前」（1963年、NTV）
- 近鉄金曜劇場「奴凧」（1964年、TBS）
- 千葉周作 剣道まっしぐら（1970年 - 1971年、TBS）- ナレーター
- 顔で笑って（1973年 - 1974年、TBS） - ナレーター
- 風の中のあいつ（1973年 - 1974年、TBS） - ナレーター
- 事件狩り（1974年、TBS） - ナレーター
- ザ・シェフ（1995年、NTV） - ナレーター

### 映画
- 大吉ぼんのう鏡（1962年）
- 影狩り（1972年） - ナレーター

### CM
- 花王（モーニングショー、アフタヌーンショー、3時にあいましょう）※生放送CM

### 舞台
- にしん場（1954年） - 稚内[22]
- ウルトラマンフェスティバル2016 ライブステージ（2016年） - ゾフィーの声 ※特別出演[23]

### その他コンテンツ
- 野生の王国（1963年 - 1968年） - ナレーター
- ウルトラセブン ソノシート（1967年 - 1968年） - ナレーター
- CD「音の怪獣図鑑 VOL.3」（1994年） - ゾフィーの声でのナレーター
- ドキュメンタリーDVD「ウルトラヒロイン伝説 アンヌからセブンへ」（2002年） - ナレーター
- ウルトラ情報局（2004年3月号） - ゲスト出演

## 書籍
- 僕らを育てた声 浦野光編（アンド・ナウの会）